# Yaeko Izumo
Yaeko Izumo (出雲八重子, Izumo Yaeko), née le 8 septembre 1909 à Hachinohe et morte à une date inconnue, est une actrice japonaise. Son vrai nom est Yae Izumi (泉 ヤエ, Izumi Yae).

## Biographie
Yaeko Izumo a interprété près de quatre-vingts rôles au cinéma entre 1932 et 1967.

## Filmographie partielle
- 1932 : Onna wa nete mate (女は寝て待て?) de Torajirō Saitō
- 1933 : Taihen na shojo (大変な処女?) de Torajirō Saitō
- 1934 : Ginjiki yasha (銀色夜叉?) de Keisuke Sasaki
- 1934 : Koshi no nuketa onna (腰の抜けた女?) de Torajirō Saitō
- 1935 : Le Fardeau de la vie (人生のお荷物, Jinsei no onimotsu?) de Heinosuke Gosho
- 1935 : Quelle richesse sont les enfants ! (子宝騒動, Kodakara sōdō?) de Torajirō Saitō
- 1936 : Le collège est un endroit agréable (大学よいとこ, Daigaku yoi toko?) de Yasujirō Ozu
- 1936 : Le Nouveau Chemin : Akemi (新道・朱実の巻, Shindo: Akemi no maki?) de Heinosuke Gosho
- 1937 : La Chanson du panier à fleur (花籠の歌, Hanakago no uta?) de Heinosuke Gosho : Oteru
- 1937 : Kōjō no tsuki (荒城の月?) de Keisuke Sasaki
- 1937 : Qu'est-ce que la dame a oublié ? (淑女は何を忘れたか, Shukujo wa nani o wasureta ka?) de Yasujirō Ozu
- 1938 : Katsura, l'arbre de l'amour (愛染かつら, Aizen katsura?) de Hiromasa Nomura : Haruko Minezawa
- 1939 : Junjō nijūsō (純情二重奏?) de Yasushi Sasaki
- 1940 : Nobuko (信子, Nobuko?) de Hiroshi Shimizu : Umezawa
- 1941 : La Tour d'introspection (みかへりの搭, Mikaeri no tō?) de Hiroshi Shimizu : Mme Kōno
- 1941 : Les Frères et Sœurs Toda (戸田家の兄妹, Todake no kyōdai?) de Yasujirō Ozu : Shige
- 1941 : Journal d'une femme médecin (女医の記録, Joi no kiroku?) de Hiroshi Shimizu : une villageoise
- 1945 : Les Demoiselles d'Izu (伊豆の娘たち, Izu no musumetachi?) de Heinosuke Gosho : Otake
- 1947 : Encore une fois (今ひとたびの, Ima hitotabi no?) de Heinosuke Gosho : Kiyo Murakami
- 1949 : La Vie d'une femme (女の一生, Onna no isshō?) de Fumio Kamei
- 1949 : La Montagne bleue (青い山脈, Aoi sanmyaku?) de Tadashi Imai
- 1950 : Rapport sur la conduite du professeur Ishinaka (石中先生行状記, Ishinaka sensei gyōjoki?) de Mikio Naruse
- 1950 : Aozora tenshi (青空天使?) de Torajirō Saitō
- 1951 : Le Repas (めし, Meshi?) de Mikio Naruse
- 1951 : La Dame de Musashino (武蔵野夫人, Musashino fujin?) de Kenji Mizoguchi
- 1952 : La Vie d'O'Haru femme galante (西鶴一代女, Saikaku ichidai onna?) de Kenji Mizoguchi : Okuma
- 1953 : Un couple (夫婦, Fūfu?) de Mikio Naruse
- 1953 : Lettre d'amour (恋文, Koibumi?) de Kinuyo Tanaka
- 1954 : Tout sur moi (わたしの凡てを, Watashi no subete o?) de Kon Ichikawa
- 1954 : Derniers Chrysanthèmes (晩菊, Bangiku?) de Mikio Naruse
- 1955 : Nuages flottants (浮雲, Ukigumo?) de Mikio Naruse
- 1955 : La Relation matrimoniale (夫婦善哉, Meoto zenzai?) de Shirō Toyoda
- 1956 : La Voie de la lumière (宮本武蔵完結編 決闘巌流島, Miyamoto Musashi kanketsuhen : Kettō Ganryūjima?) de Hiroshi Inagaki
- 1960 : La Princesse errante (流転の王妃, Ruten no ōhi?) de Kinuyo Tanaka : la nurse chinoise
- 1963 : L'Histoire de la femme (女の歴史, Onna no rekishi?) de Mikio Naruse
- 1966 : Délit de fuite (ひき逃げ, Hikinige?) de Mikio Naruse
- 1966 : Goemon se déchaîne (暴れ豪右衛門, Abare Gōemon?) de Hiroshi Inagaki
- 1967 : L'Âge d'or des assassins (殺人狂時代, Satsujinkyō jidai?) de Kihachi Okamoto